# Berezne (rejon szepetowski)
Berezne (ukr. Березне) – wieś na Ukrainie, w obwodzie chmielnickim, w rejonie szepetowskim, w hromadzie Sudyłków. W 2001 liczyła 166 mieszkańców, spośród których 157 wskazało jako ojczysty język ukraiński, 7 rosyjski, a 2 inny.